# Јохана Донал
Јохана Алоизија Донал (Беч, 14. фебруар 1939 — 20. фебруар 2010) била је аустријска феминисткиња, политичарка Социјалдемократске партије Аустрије и прва аустријска министарка за жене.
Она се сматра најпознатијом политичарком и предводницом аустријског женског покрета.

## Детињство и младост
Јохана Диц је одрасла као нелегитимно дете у 14. бечком округу са својом баком, јер је њена мајка патила од туберкулозе. Њено детињство било је обележено борбом за опстанак њене баке, хаосом рата, нацистичком владавином и наглим слабљењем духа оптимизма и преокрета у Аустрији након 1945. године. По завршетку основне и средње школе, почела је да ради као индустријска службеница у фабрици пластике. Високо образовање изостало је из финансијских разлога.
Током 1956. Јохана је постала чланица Социјалдемократске партије Аустрије; а 1957. се удала за шофера Франца Донала, а након 19 година брака су се развели. Први пут је постала мајка 1959. године. Од 1960. године, Јохана је живела са супругом, а од 1961. са двоје деце у општинском пребивалишту града Беча на 48 m² стамбеног простора. Пошто јој је новац био хитно потребан, Јохана Донал је поново почела да ради неколико недеља након првог порођаја; Након другог порођаја она је прекинула са радом. Пошто није било доступних установа за негу деце, Јохана је преузела разне кућне послове. Тек 1969. поново је успела да нађе пристојан посао, овај пут као секретарица у радионици за обраду метала.

## Политичка каријера
Године 1969. Јохана Донал постала је социјалистичка окружна одборница у 14. округу; Године 1971. изабрана је за окружну председницу СПО жена. Године 1972. пребацила се у страначко седиште СПО, где је радила до 1979. године као секретарица СПО Беча. Од 1973. до 1979. радила је током мандата градоначелника Леополда Граца у Градском већу и Парламенту, а 1978. године је постала суоснивачица Удружења за социјалну помоћ за угрожене жене и децу, чиме је створено прво бечко склониште за жене.
Након неуморне политичке активности у области политике равноправности, Бруно Крајски ју је запослио у Савезној влади 1979. године као државну секретарку за општа женска питања, која је све више радила у аустријској женској политици, проводећи бројне правне реформе, посебно за запослене жене. Она је такође била укључена у политике мира, образовања и развоја.
Од 1990. до 1995. Јохана Донал је била у Влади савезног канцелара Франца Враницког као Федерална министарка за женска питања и тиме је постала прва аустријска министарка за жене.
Од 1987. до 1995. Јохана Донал је била председавајућа СПО жена и заменица федералног председника СПО. Почетком деведесетих година, основна женска права у Аустрији, као што је уклањање службене заштите невенчаних мајки, право на одбијање припадања деце родитељу злостављачу након развода и законска забрана сексуалног узнемиравања на иницијативу Јохане Донал, прописана су законом. Окружни одборник СПО и психоаналитичар Ротрауд Пернер критиковао је Јоханину женску политику у чланку "Или се заправо Јохана Донал уопште не залаже за боље разумевање између мушкараца и жена, већ за то да се мушкарци плаше?"
Од 1993. године усвојени су закони о једнаком поступању у јавним службама; уведена је квота жена на универзитетима и у министарствима. Међутим, средином деведесетих година, након првих великих успеха Јерга Хајдера, Аустрија је доживела конзервативни преокрет; Јоханине иницијативе су изазване у оштрим осудама. Она се опирала, али се више није могла супротставити промени размишљања у земљи; Године 1995. Враницки ју је разрешио дужности министарке женских питања упркос њеном отпору. Повукла се из професионалне политике и није се више кандидовала за неку политичку функцију.

## Повлачење из политике
Од 1995. године, Јохана Донал је била укључена у политичка подручја у која је страствено укључена деценијама. сарађивала је са универзитетима, невладиним организацијама, женским организацијама и синдикатима и наставила да се бори за равноправност жена у држави и друштву и њихове социјалистичке идеале.
Године 2008. објавила је књигу „Поглед унутар аустријске женске политике“, у којој пише о развоју женске политике у Аустрији, о реформама седамдесетих година 20. века до сарадње са аутономним женским покретом, али и о конфликтима унутар СПО.